# Недерленд (Техас)
Недерленд (англ. Nederland) — місто (англ. city) в США, в окрузі Джефферсон штату Техас. Населення — 18 856 осіб (2020).

## Географія
Недерленд розташований за координатами 29°58′15″ пн. ш. 94°0′1″ зх. д. / 29.97083° пн. ш. 94.00028° зх. д. (29.970853, -94.000241).  За даними Бюро перепису населення США в 2010 році місто мало площу 15,12 км², з яких 14,78 км² — суходіл та 0,33 км² — водойми.

### Клімат
| Клімат : Недерленд           | Клімат : Недерленд | Клімат : Недерленд | Клімат : Недерленд | Клімат : Недерленд | Клімат : Недерленд | Клімат : Недерленд | Клімат : Недерленд | Клімат : Недерленд | Клімат : Недерленд | Клімат : Недерленд | Клімат : Недерленд | Клімат : Недерленд | Клімат : Недерленд |
| Показник                     | Січ.               | Лют.               | Бер.               | Квіт.              | Трав.              | Черв.              | Лип.               | Серп.              | Вер.               | Жовт.              | Лист.              | Груд.              | Рік                |
| Абсолютний максимум, °C      | 30,0               | 32,2               | 35,0               | 34,4               | 38,3               | 41,1               | 42,2               | 42,2               | 40,6               | 37,2               | 34,4               | 30,0               | 42,2               |
| Середній максимум, °C        | 16,7               | 18,3               | 22,2               | 25,6               | 29,4               | 32,2               | 33,3               | 33,3               | 31,1               | 27,2               | 22,2               | 17,8               | 25,8               |
| Середній мінімум, °C         | 6,1                | 13,3               | 11,1               | 15,0               | 19,4               | 22,8               | 23,3               | 23,3               | 21,1               | 16,1               | 11,1               | 7,2                | 15,8               |
| Абсолютний мінімум, °C       | −11,7              | −12,2              | −6,7               | 0,0                | 7,2                | 11,7               | 16,1               | 14,4               | 7,2                | −1,1               | −5,6               | −11,1              | −12,2              |
| Норма опадів, мм             | 143                | 94                 | 90                 | 82                 | 133                | 180                | 151                | 137                | 152                | 142                | 112                | 134                | 1550               |
| ---------------------------- | ------------------ | ------------------ | ------------------ | ------------------ | ------------------ | ------------------ | ------------------ | ------------------ | ------------------ | ------------------ | ------------------ | ------------------ | ------------------ |
| Джерело: The Weather Channel |                    |                    |                    |                    |                    |                    |                    |                    |                    |                    |                    |                    |                    |

## Демографія
Згідно з переписом 2010 року, у місті мешкало 17 547 осіб у 7122 домогосподарствах у складі 4944 родин. Густота населення становила 1161 особа/км².  Було 7689 помешкань (509/км²).
Расовий склад населення:
| - 87,8 % — білих - 4,0 % — чорних або афроамериканців - 2,8 % — азіатів - 0,3 % — корінних американців - 3,4 % — осіб інших рас |

До двох чи більше рас належало 1,7 %. Частка іспаномовних становила 10,7 % від усіх жителів.
За віковим діапазоном населення розподілялося таким чином: 24,1 % — особи молодші 18 років, 61,5 % — особи у віці 18—64 років, 14,4 % — особи у віці 65 років та старші. Медіана віку мешканця становила 37,3 року. На 100 осіб жіночої статі у місті припадало 96,1 чоловіків;  на 100 жінок у віці від 18 років та старших — 94,0 чоловіків також старших 18 років.
Середній дохід на одне домашнє господарство  становив 75 626 доларів США (медіана — 57 260), а середній дохід на одну сім'ю — 83 501 долар (медіана — 68 956). Медіана доходів становила 63 593 долари для чоловіків та 40 513 долари для жінок. За межею бідності перебувало 8,5 % осіб, у тому числі 10,9 % дітей у віці до 18 років та 11,7 % осіб у віці 65 років та старших.
Цивільне працевлаштоване населення становило 8562 особи. Основні галузі зайнятості: освіта, охорона здоров'я та соціальна допомога — 22,1 %, виробництво — 20,6 %, науковці, спеціалісти, менеджери — 9,6 %, роздрібна торгівля — 8,8 %.